# Jean de Portugal (1842-1861)
Pour les articles homonymes, voir Jean de Portugal.
Titre
prince héritier du Portugal
11 novembre 1861 – 27 décembre 1861
(1 mois et 16 jours)
Jean de Portugal (en portugais João Maria Fernando Pedro de Alcántara Miguel Rafael Gabriel Leopoldo Carlos António Gregorio Francisco de Assis Borja Gonzaga Félix de Saxe-Coburgo-Gotha e Bragança), infant de Portugal, prince de Saxe-Cobourg-Gotha, duc de Saxe, duc de Beja est le troisième fils de la reine Marie II de Portugal et de son époux le roi jure uxoris Ferdinand II. Il est né le 16 mars 1842 à Lisbonne, et mort le 27 décembre 1861 à Belém (Lisbonne) .

## Biographie

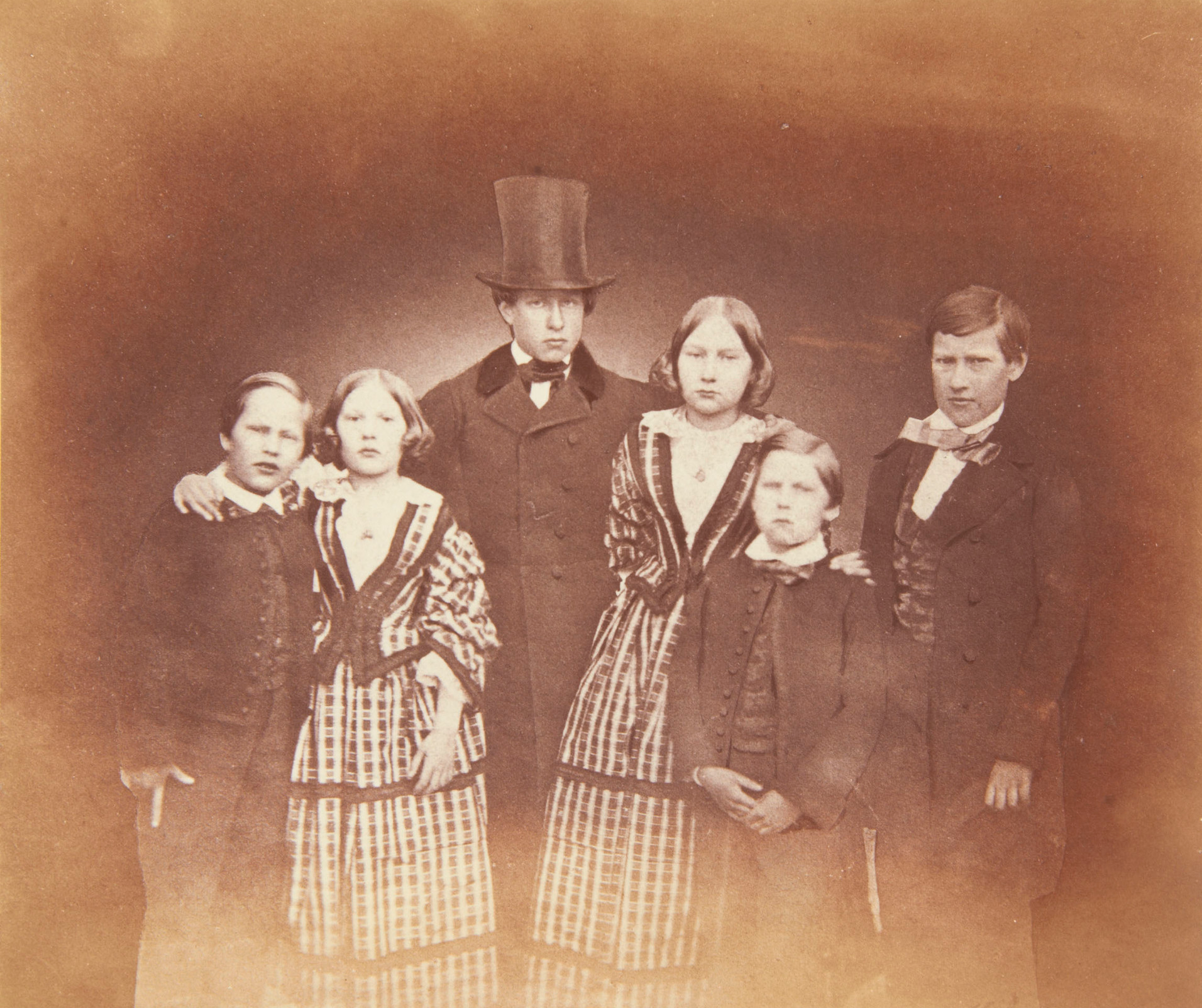
La famille royale portugaise en 1854 : Fernando, Antonia, Luiz, Marie-Anne, Augusto et Joao

La famille royale portugaise en 1861 - Jean est assis à l'extrême gauche

Jean de Portugal naît au sein d'une fratrie de onze enfants, dont quatre meurent le jour de leur naissance. Ses deux sœurs survivantes sont Marie-Anne et Antonia. Il a également quatre frères : Pierre (lequel deviendra roi de Portugal en 1853 avant de mourir en 1861), Louis lequel lui succédera en 1861, Ferdinand lequel meurt aussi à l'adolescence en 1861 (la même année que leur frère aîné) et Auguste (1847-1889).
Jean reçoit une éducation militaire : il est colonel d'un régiment de cavalerie. En 1861, il se rend en Grande-Bretagne ainsi qu'en France en compagnie de son frère Louis. En visite à Compiègne, de retour d'une chasse-à-courre, Jean et Louis reçoivent une dépêche de Lisbonne leur annonçant la grave maladie de leur frère cadet Ferdinand, âgé de 15 ans. À leur arrivée à Paris, une seconde dépêche leur apprend la mort - survenue le 6 novembre - de leur frère, à la suite d'une fièvre endémique. Ils quittent aussitôt leur résidence française et doivent renoncer à poursuivre leur voyage qui devait les mener à Turin. Les princes embarquent à Calais sur le bateau qui les mène à Londres avant de se rendre au Portugal. Les princes arrivent à Lisbonne le 14 novembre et là ils apprennent que leur frère, le roi Pierre est mort, lui aussi, trois jours auparavant (le 11) de fièvre typhoïde et de choléra.  
Louis devenant roi de Portugal, son frère Jean est donc l'héritier présomptif de la couronne durant moins de deux mois jusqu'à sa propre mort le 27 décembre 1861 des suites de fièvre typhoïde. Il est inhumé dans le Panthéon royal des Bragance au Monastère de Saint-Vincent de Fora à Lisbonne.
Ces morts successives, ainsi que la maladie du roi Louis sont à l’origine d’une modification de la loi successorale disposant que les princesses sont aptes à succéder au trône et que la régence serait confiée au roi-consort Ferdinand II en cas de décès du roi Louis.

## Honneurs

### Décorations
L'infant Jean est :
- Grand-croix de l'Ordre militaire du Christ (Portugal).
- Grand-croix de l'Ordre de l'Immaculée Conception de Vila Viçosa (Portugal).
- Grand-croix de l'ordre de la Croix du Sud (Brésil).